# Tumîn, Lokaci
Tumîn (în ucraineană Тумин) este un sat în comuna Viinîțea din raionul Lokaci, regiunea Volînia, Ucraina.

## Demografie
Componența lingvistică a localității Tumîn
     Ucraineană (99,52%)
     Alte limbi (0,48%)
Conform recensământului din 2001, majoritatea populației localității Tumîn era vorbitoare de ucraineană (99,52%), existând în minoritate și vorbitori de alte limbi.